# Кельтський хрест

Кельтський хрест

Кельтський хрест у християнській традиції

Кельтський хрест (ірл. cros Cheilteach, шотл. гел. crois Cheilteach, менс. crosh Cheltiagh, валл. croes Geltaidd, корн. crows geltek, брет. kroaz geltek) — давній кельтський символ «⌖», на думку геральдистів-релігієзнавців являє собою символічне поєднання головних атрибутів християнства (хрест) та язичництва (коло). За найбільш поширеною версією сучасну форму отримав через задум римських проповідників котрі подібним чином намагалися спростити навернення кельтів до нової віри. Кельтський хрест є однією із форм хреста, прийнятих Церквою як християнський релігійний символ.

## У християнській традиції

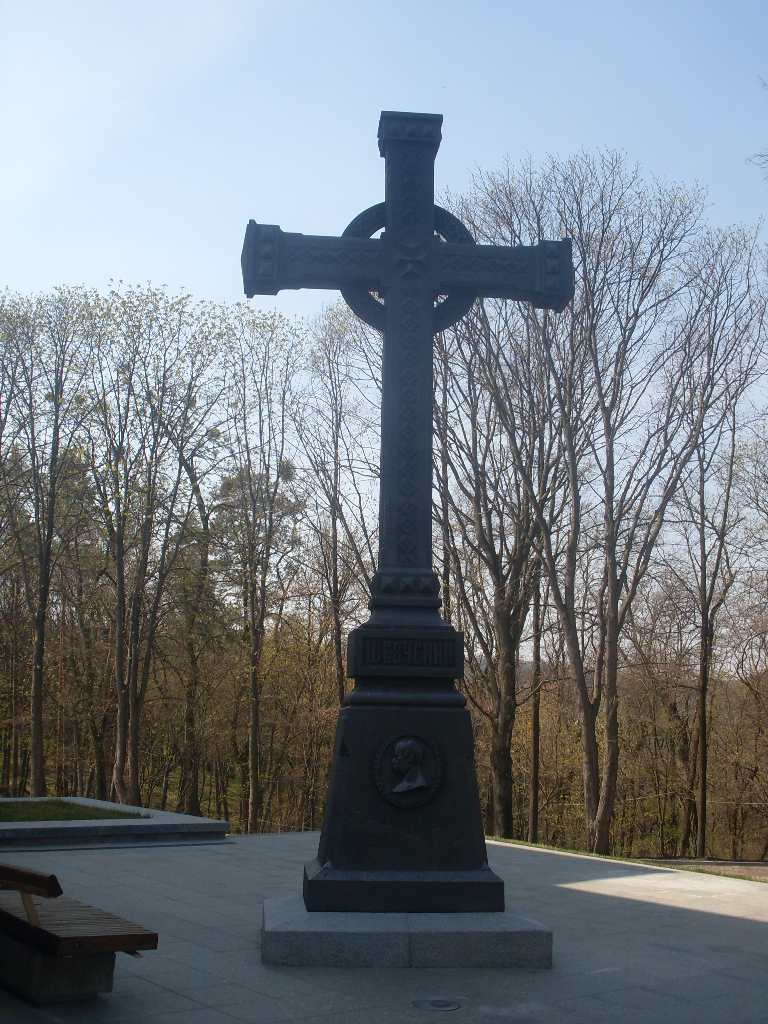
Пам'ятник-хрест з могили Шевченка

Вважається що цей символ має давні язичницькі корені. Існують численні приклади зображення хреста і кола, які деякі джерела називають «сонячними хрестами». Коло з двома осями, що перетинаються, то один з найстаріших індоєвропейських сонячних символів, символізує як сонце, так і вічність. Вони зустрічаються не тільки в кельтів, а й в східних слов'ян. Хрест в центрі кола в цьому випадку символізує безкінечність, досконалість або циклічність часу. Тобто, походження рівносторінних хрестів, поєднаних з кругом, є дохристиянським. Християнська версія кельтського хреста (з VIII ст.) трохи змінена: всі лінії хреста виходять за коло, а найбільш видовжена нижня частина хреста слугує підставкою, завдяки чому більше нагадує класичний латинський хрест. Також вживається назва Хрест Йони або Круглий хрест. Зазвичай виготовлялися з каменю та оздоблювалися орнаментами і малюнками.

### Ірландія та Велика Британія
Ймовірно, спочатку цей символ означав Язичницьке сонце, а пізніше був використаний римлянами для навернення в Християнство. За легендою, Кельтський хрест створив Святий Патрик, обплівши лозою коло навколо Католицького хреста. Це мало зображувати Язичницьку богиню Сонця. Але Ірландські Католики трактують коло в Кельтському хресті як ореол Христа, або вічність і нескінченність любові Бога. Ймовірно, перші хрести були дерев'яні і облицьовані металом. На деяких з них збереглися рунічні написи.

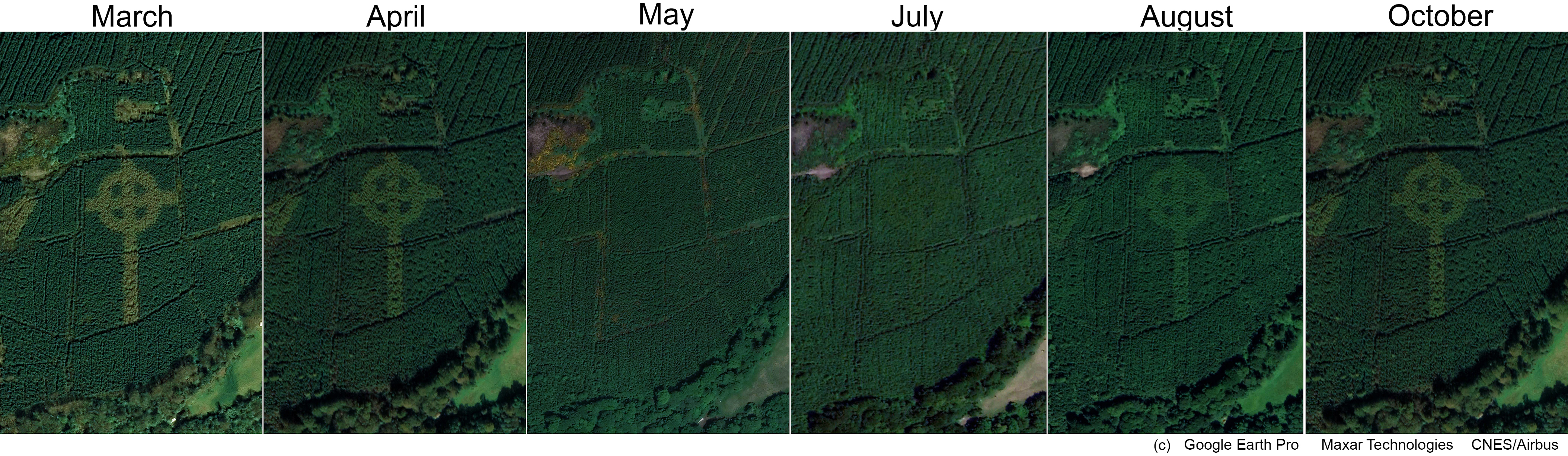
Штучно створений лісовий Кельтський хрест внаслідок поєднання висаджених дерев різних видів (супутникові фото зроблено протягом 2018-2020 років.)

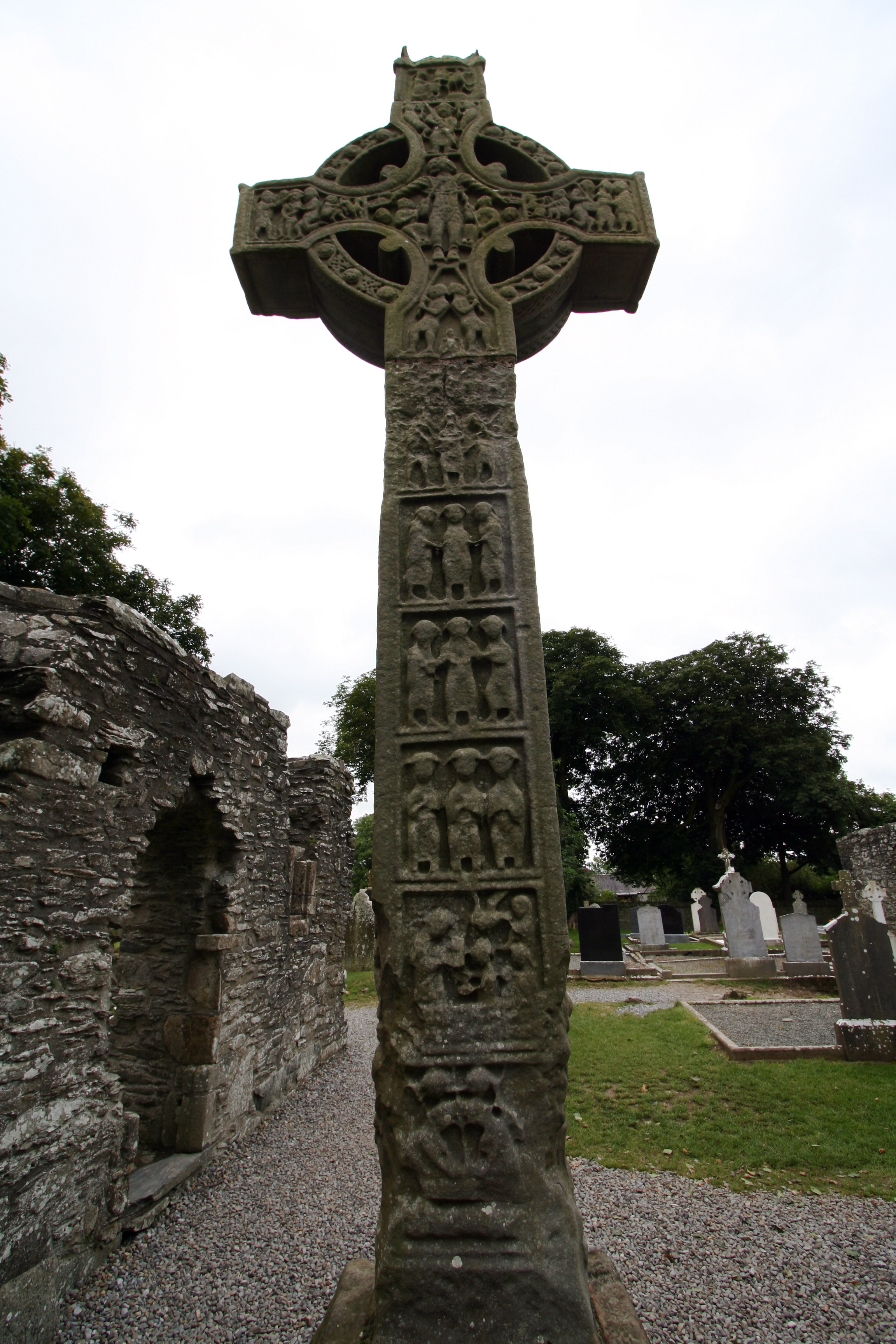
Християнський високий хрест в Монастербойс, Ірландія
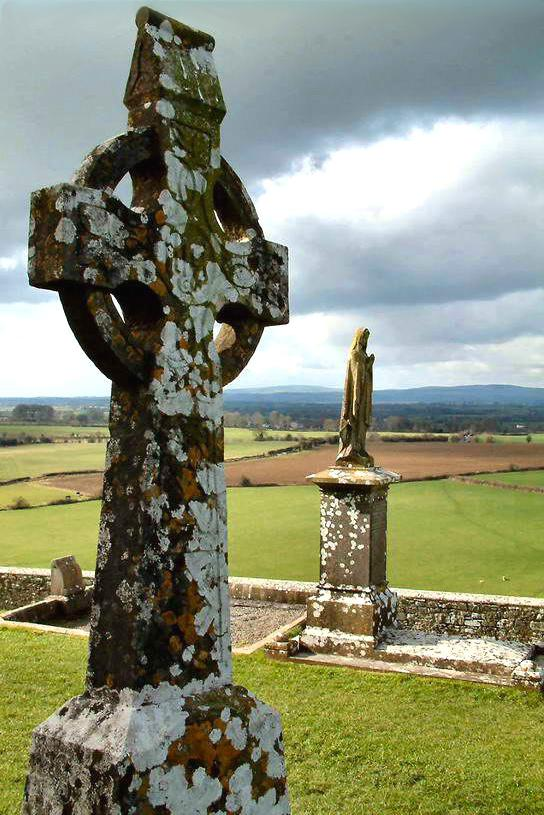
Високий хрест в Ірландії

### Франція
У Франції знайдено подібні хрести, хоча вони не можуть бути однозначно віднесені до кельтських. Зовнішній вигляд трохи відрізняється від хрестів в Ірландії та Британії, але за своєю формою вони дуже схожі. Переважно, їх знаходять на заході Франції, в провінціях Нормандія, Бретань, Овернь і графстві Лімузен. Більшість з них датована п'ятнадцятим століттям.
У Нижній Нормандії, на півострові Котантен, в багатьох церквах збереглися надгробки, прикрашені кельтськими хрестами.

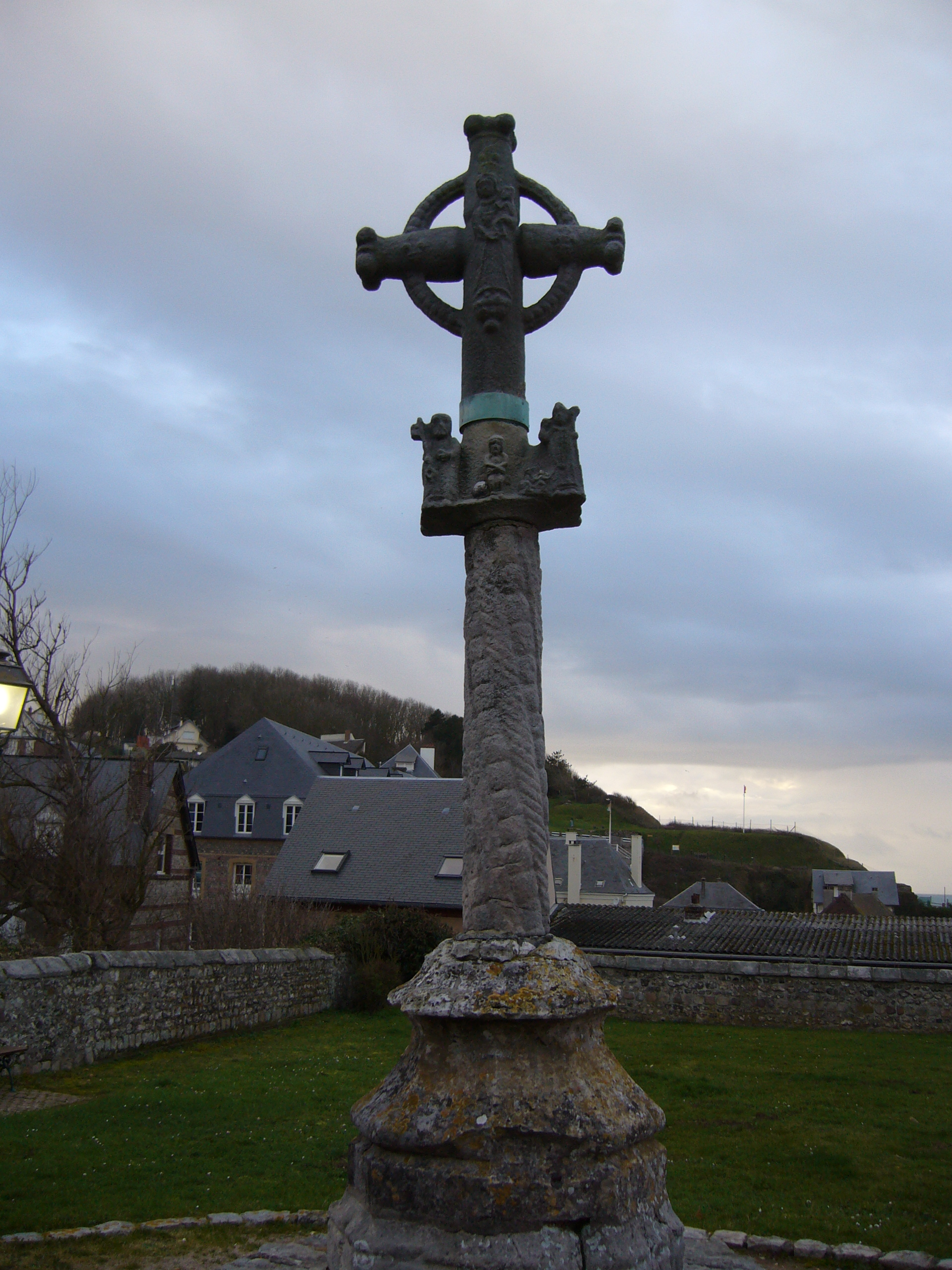
Нормандія, Хрест у Вель-ле-Роз
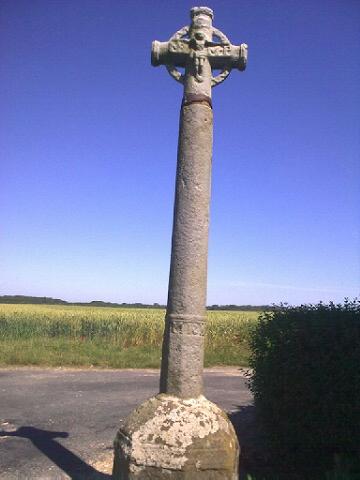
Нормандія, Хрест у Сен-П'єрр-ан-Пор
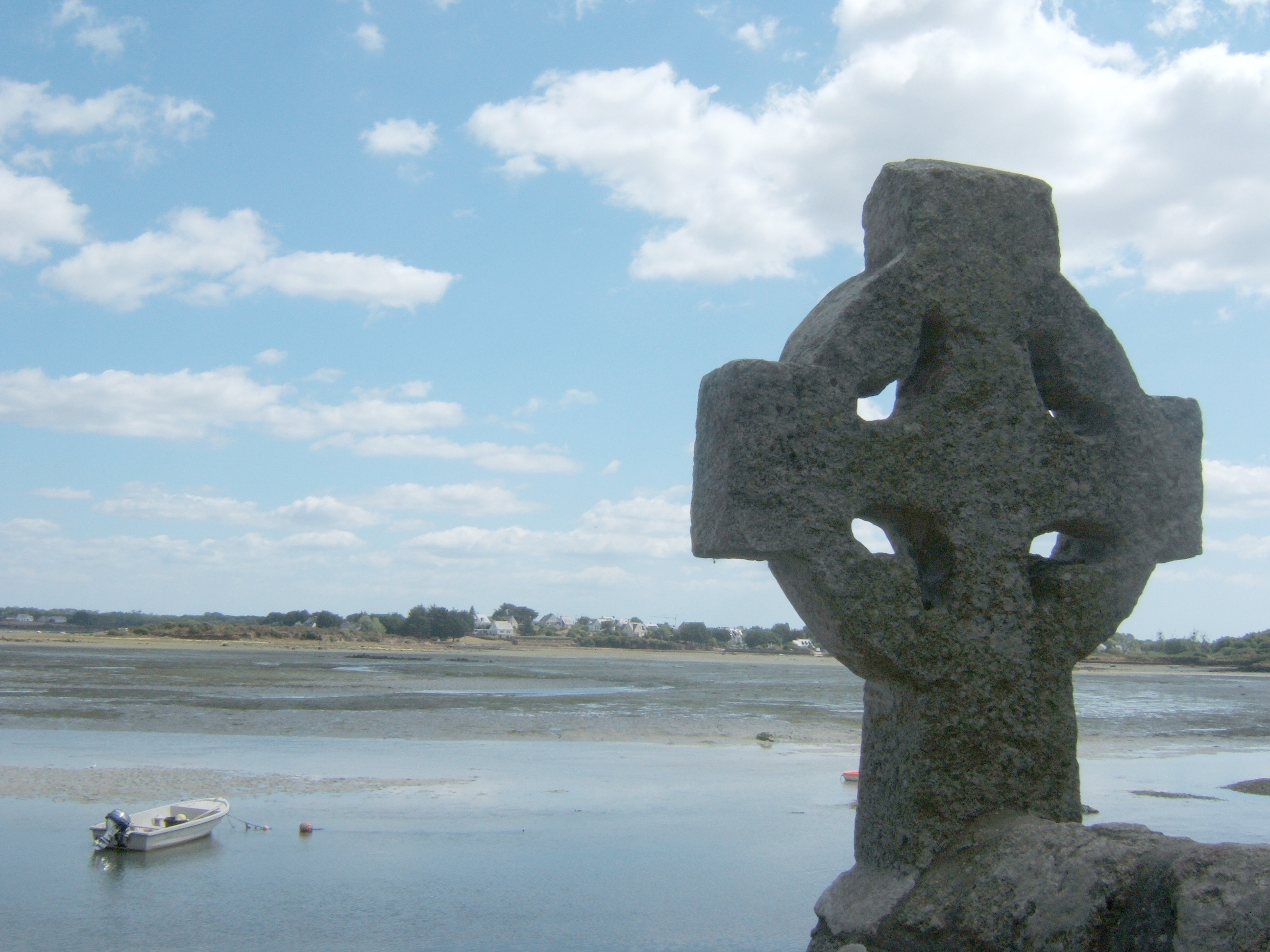
Бретань, острів Сан-Каду, ріка Етель
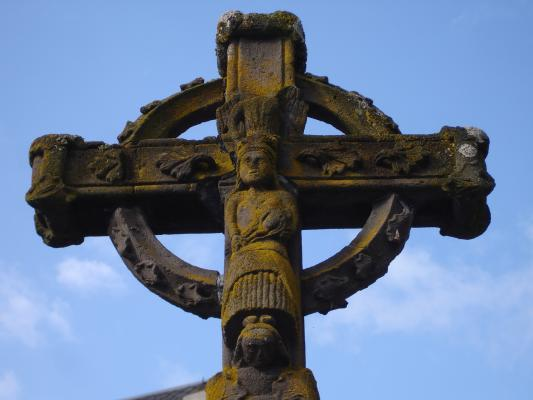
Овен, фрагмент хреста в Шамбон-сюр-Лак
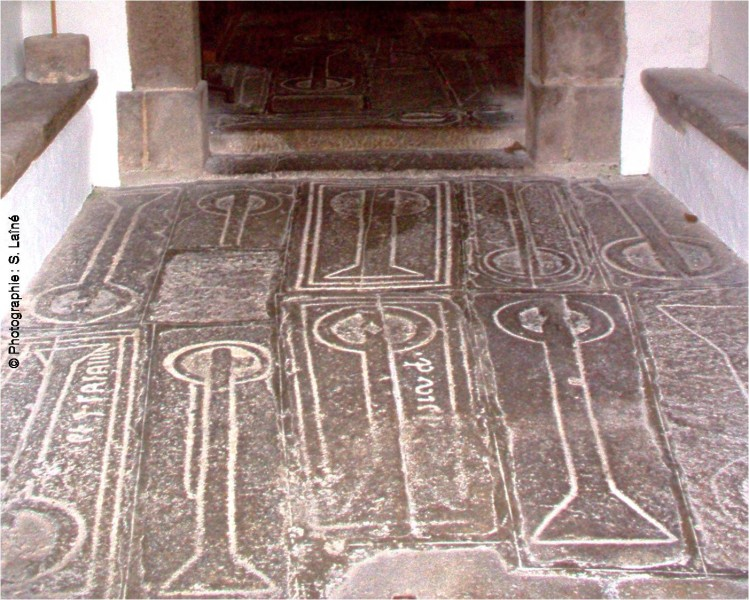
Нормандія, надгробки у церкві Сен-Жермен, Фламанвіль

### Галісія
В Галісії, кельтські хрести можна знайти на коморах, як засіб захисту проти усякого зла, а також на церквах.

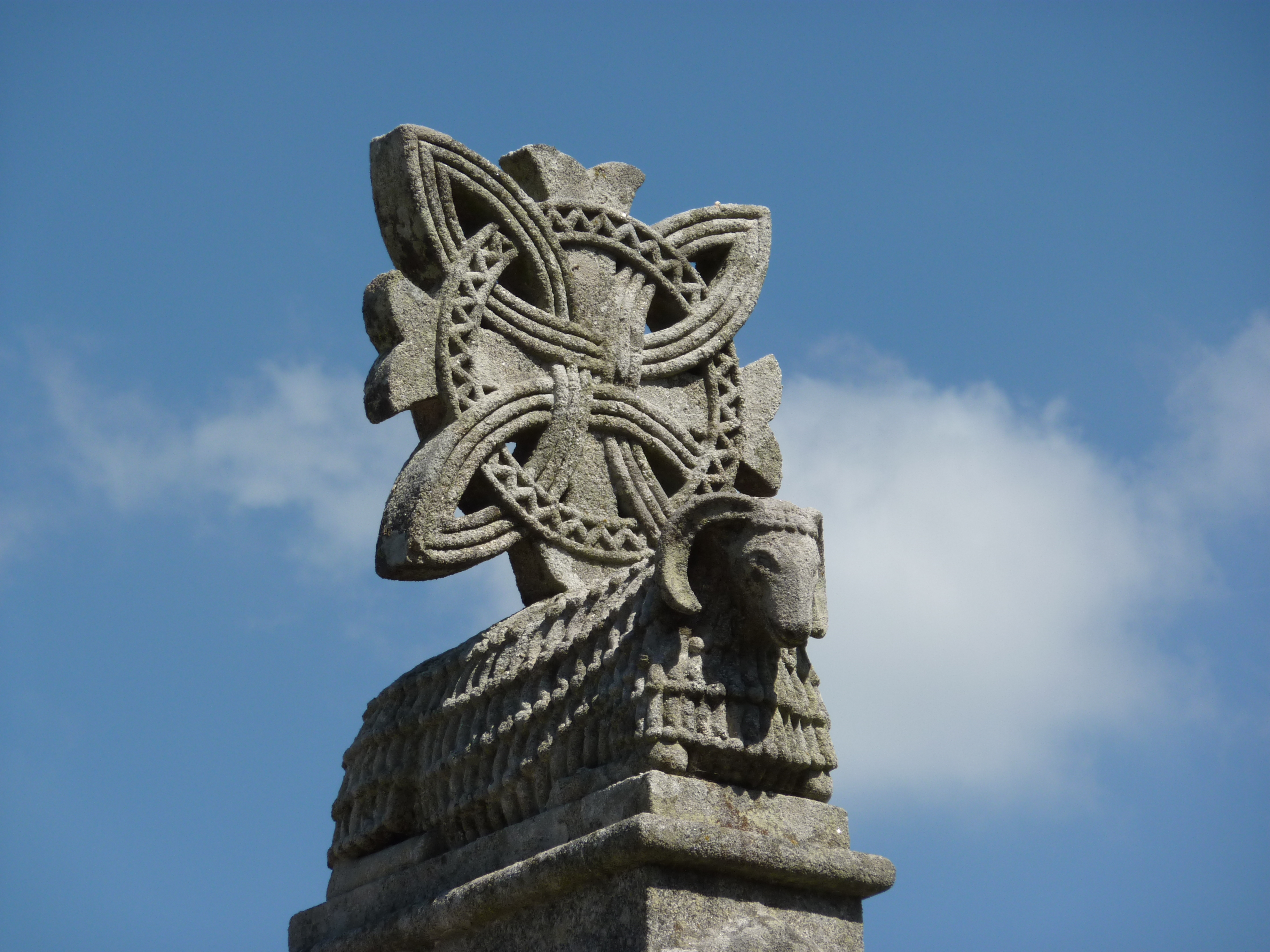
Хрест на церкві в Сантьяґо-де-Компостела
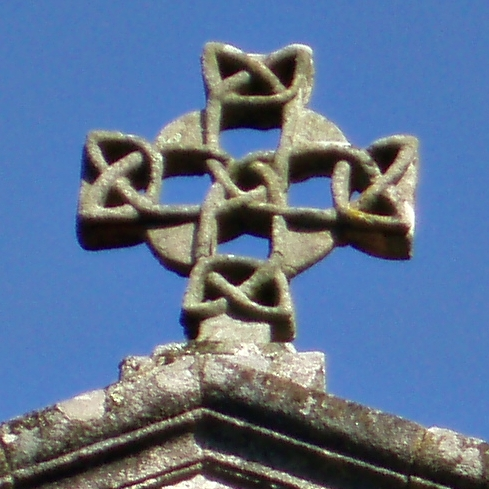
Готичний хрест на церкві Св.Сюсанни, в Сантьяґо-де-Компостела
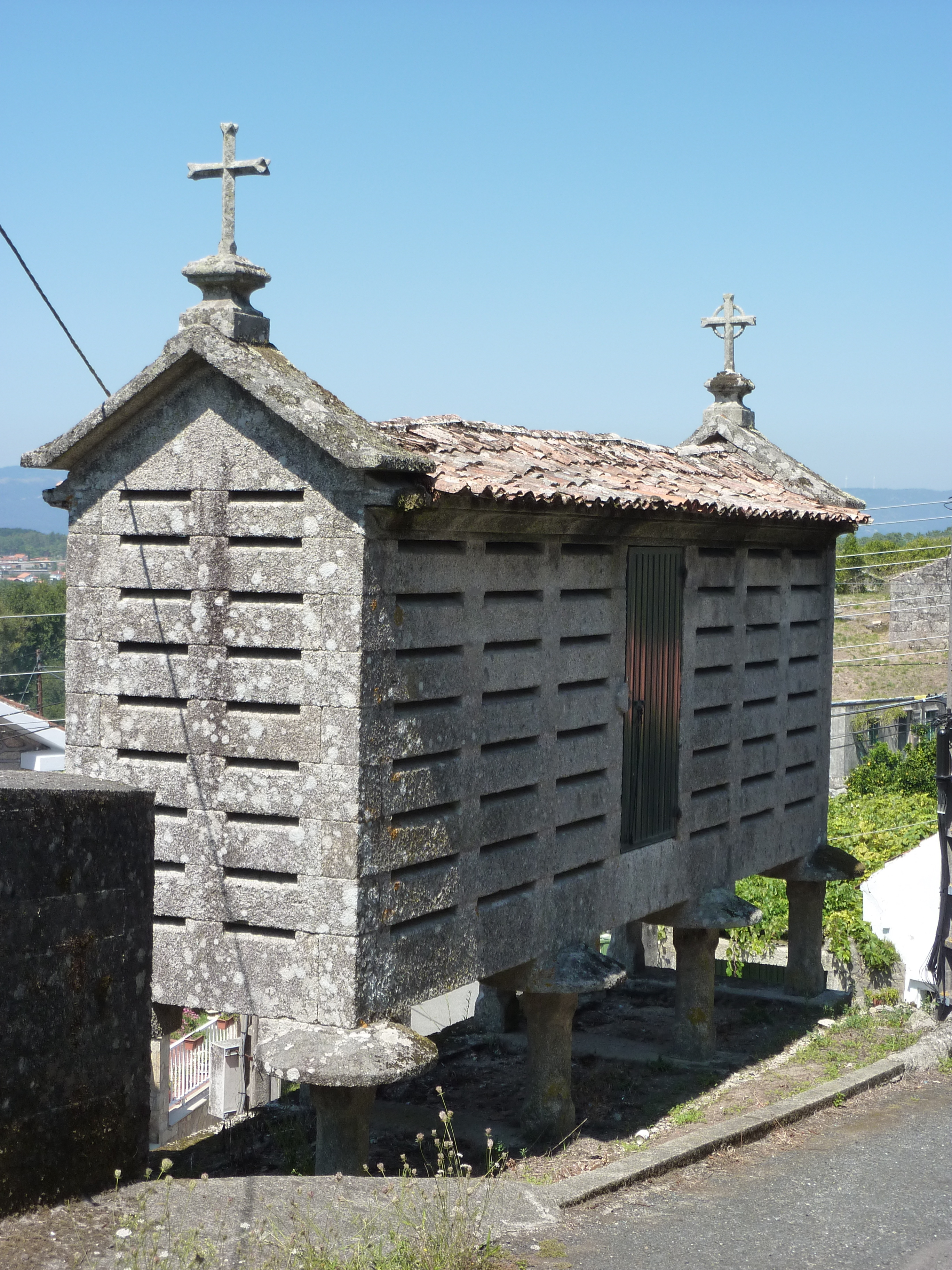
Латинський і Кельтський хрест на коморі в Галісії
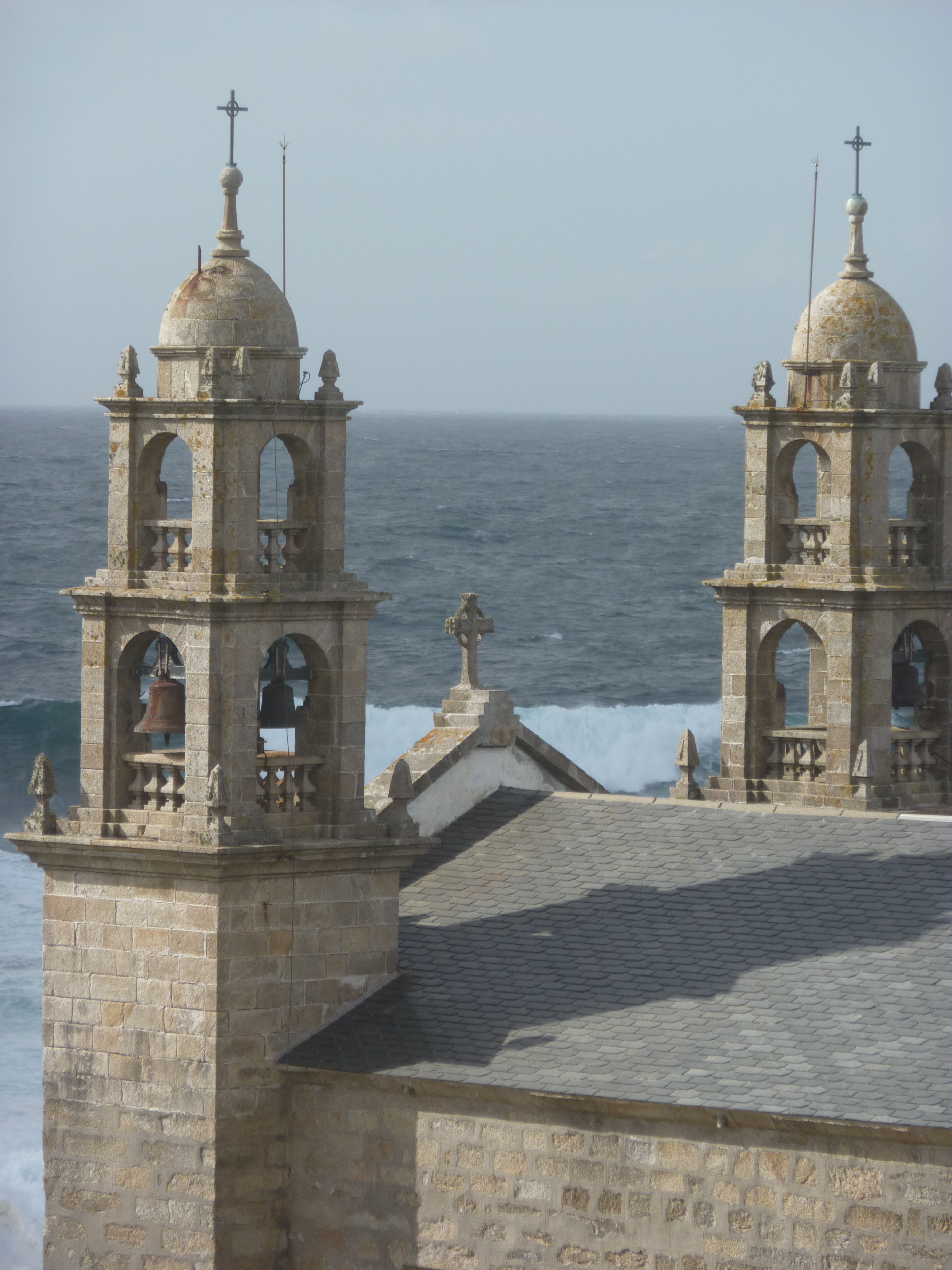
Кельтські хрести  на храмі, Мушія
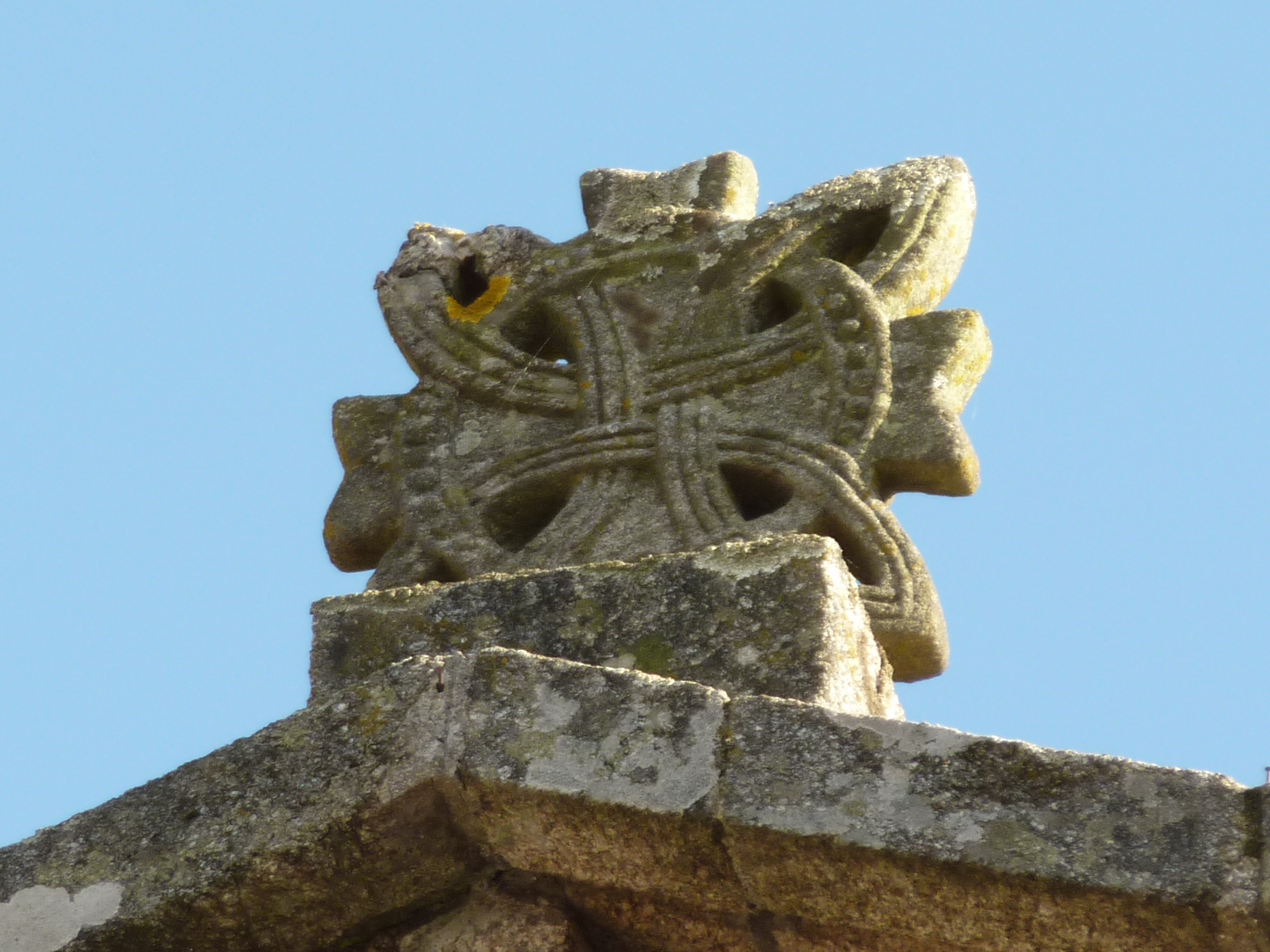
Хрест на церкві Св. Лазаря, Сантьяґо-де-Компостела

## У сучасному світі

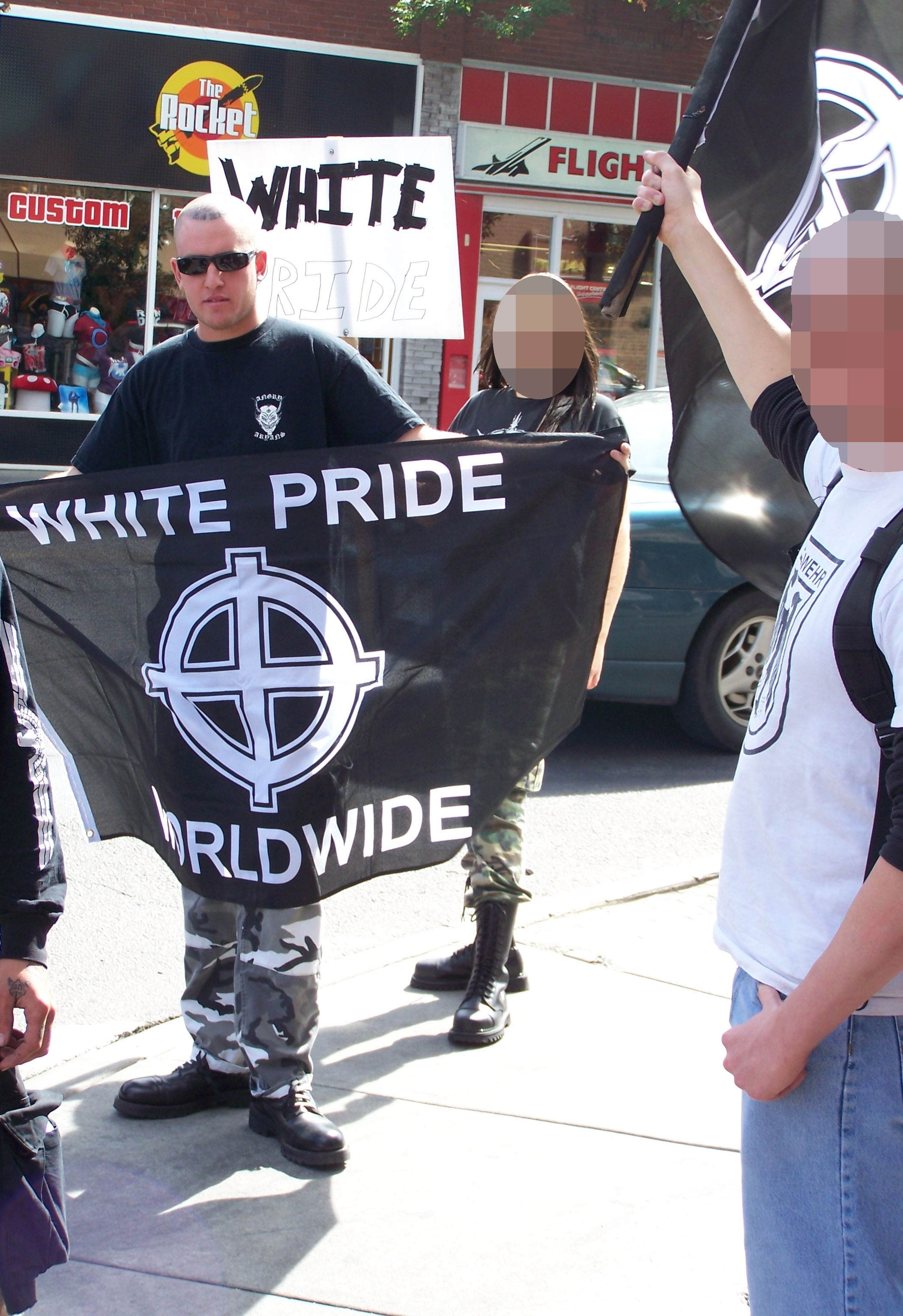
Член арійської гвардії протестує проти антирасистського ралі в Калгарі, Канада

У сучасному світі кельтський хрест можна знайти на ювелірних виробах, футболках, татуюваннях, чашках, на логотипах, в рекламі тощо.
Окрім того, кельтський хрест є одним із найпопулярніших символів, що використовуються білими націоналістами, расистами та неонацистами. Причиною такої популярності є використанням кельтського хреста норвезькими нацистами під час Другої світової війни.
У Німеччині стилізований кельтський хрест використовувався забороненою політичною партією VSBD/PdA, що призвело до заборони використання символу в тих випадках, коли він використовується для пропаганди расизму. Хоча були сумніви щодо конституційності заборони, вона була підтримана рішенням верховного суду.
У Італії існує аналогічна заборона, згідно з «Legge Mancino» («Закон Манчіно» від імені міністра внутрішніх справ), хоча є випадки використання кельтського хреста як римо-католицького символу в Північній Італії.
На думку офіційної влади Євросоюзу в середовищі правих скінхедів, расистів і неонацистів цей символ позначає вищість білої раси.